# Slerp
В комп'ютерній графіці, SLERP (spherical linear interpolation) — лінійна інтерполяція на сфері, що використовується для анімації обертання з постійною кутовою швидкістю за допомогою кватерніонів.

## Геометрична інтерпретація
SLERP має геометричну інтерпретацію незалежну від кватерніонів та розмірності простору. Вона базується на тому, що довільна точка на кривій повинна представлятись у вигляді лінійної комбінації кінців кривої. Якщо простором, в якому беруться точки, буде сфера, то геодезичний відрізок, який їх з'єднує буде не евклідовим відрізком (він не належить сфері), а буде дугою великого кола на сфері.
Якщо p0 та p1 початок і кінець дуги, а t параметр, 0 ≤ t ≤ 1.
Обчислимо Ω — кут дуги, отримаємо cos Ω = p0 ∙ p1, n-вимірний скалярний добуток одиничних векторів. Отримаємо формулу
{\displaystyle \mathrm {Slerp} (p_{0},\,p_{1},\,t)={\frac {\sin {(1-t)\Omega }}{\sin \Omega }}p_{0}+{\frac {\sin t\Omega }{\sin \Omega }}p_{1}.}
Вона симетрична відносно кінців дуги Slerp(p0,p1,t) = Slerp(p1,p0,1−t).
Якщо {\displaystyle \Omega } — дуже маленький кут, настільки, що можуть виникнути помилки при діленні на
{\displaystyle \sin \Omega }, тому можна використовувати звичайну лінійну інтерполяцію (оскільки при маленьких
значеннях {\displaystyle \Omega \colon \ \sin(\Omega )\approx \Omega ,\ \sin(t*\Omega )\approx t*\Omega }, і
так далі).

## Запис за допомогою кватерніонів
Записавши одиничний кватерніон у вигляді q = cos Ω + v sin Ω, де v тривимірний одиничний вектор, отримаємо q t = cos tΩ + v sin tΩ.
записавши q = q1q−1
0, отримаємо
| {\displaystyle \ \mathrm {Slerp} (q_{0},q_{1};t)} | {\displaystyle =q_{0}^{1-t}q_{1}^{t}}         |
|                                                   | {\displaystyle =q_{0}(q_{0}^{-1}q_{1})^{t}}   |
|                                                   | {\displaystyle =q_{1}(q_{1}^{-1}q_{0})^{1-t}} |
|                                                   | {\displaystyle =(q_{0}q_{1}^{-1})^{1-t}q_{1}} |
|                                                   | {\displaystyle =(q_{1}q_{0}^{-1})^{t}q_{0}}   |
Використовується лінійна залежність між кутом повороту і степенем кватерніона.